# Conférences de Spa (Première Guerre mondiale)
Vous lisez un « bon article » labellisé en 2018.  Il fait partie d'un « bon thème ».
Pour les articles homonymes, voir Conférence de Spa.

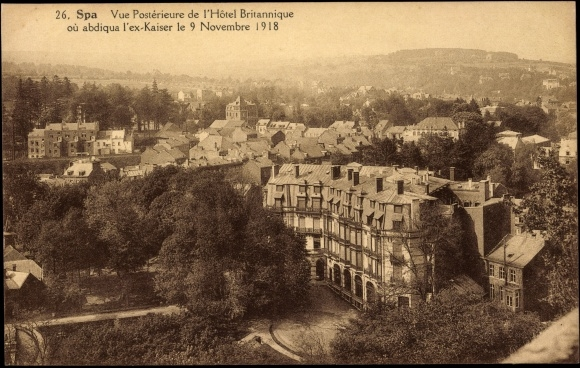
L'hôtel britannique à Spa, siège de l’Oberste Heeresleitung (OHL) en 1918, dernière année de la Première Guerre mondiale.

En 1918, plusieurs conférences réunissant les dirigeants du Reich impérial, parfois en présence de représentants austro-hongrois, sont convoquées à Spa en Belgique, siège de l’Oberste Heeresleitung (OHL), le commandement suprême de l'armée impériale allemande, depuis son installation dans la ville à la fin de l'hiver 1918. Gouvernementales, elles sont toutes présidées par l'empereur allemand Guillaume II, avec le concours du chancelier du Reich, et coprésidées par l'empereur-roi Charles Ier lorsqu'il est présent. Réunissant également des responsables ministériels et des militaires de haut rang, aussi bien du Reich que de la double monarchie, ces conférences sont supposées, selon le gouvernement impérial allemand, définir la politique menée par le Reich et ses alliés de la Quadruplice, notamment en effectuant un partage des conquêtes, par les armées des puissances centrales, en territoires à annexer par le Reich et la double monarchie, tout en définissant au sein de leurs conquêtes respectives les zones d'influence allemande et austro-hongroise.

## L'état-major allemand à Spa en 1918
À la demande des Dioscures Paul von Hindenburg et Erich Ludendorff, l'empereur allemand Guillaume II émet un ordre transférant l’Oberste Heeresleitung (OHL) à Spa au début de l'année 1918.

### Un choix stratégique
Choisir Spa constitue, pour les responsables militaires du Reich, une décision mûrement réfléchie. En effet, au début de l'année 1917, Erich Ludendorff a envisagé d'installer le siège de l'OHL à Spa, avant de porter son choix sur Bad Kreuznach, à l'époque mieux desservi par le téléphone et le télégraphe, permettant au commandement de mener la guerre pratiquement en temps réel.
Alors que les stratèges de l'OHL préparent les offensives planifiées pour le début de l'année 1918, la question du déménagement du haut commandement allemand est de nouveau posée. En effet, la ville compte de nombreux hôtels en mesure d'accueillir les services d'état-major de l'armée allemande en campagne. Elle est également correctement reliée au réseau ferroviaire et bénéficie d'une plus grande proximité avec le front, sur lequel les membres de l'état-major peuvent donc plus facilement se rendre.

### Installation à Spa

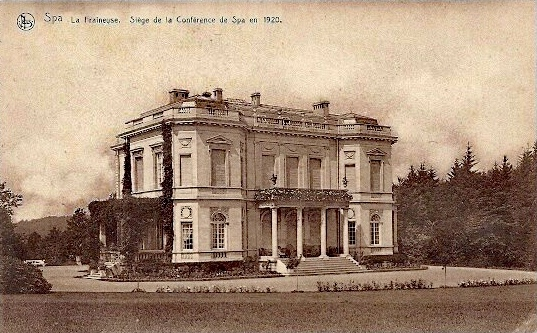
Le château de la Fraineuse, résidence officielle de Guillaume II.

L'installation des services de l'état-major et de ses principaux responsables débute à partir du mois de février. Le 8 mars 1918, Hindenburg et Ludendorff arrivent sur place ; les deux chefs militaires habitent en ville, chacun s'étant installé dans une villa réquisitionnée. Cependant, dès le lendemain, les Dioscures se rendent à Avesnes-sur-Helpe, au centre de commandement des groupes d'armées promis à être engagés dans les offensives planifiées pour le printemps.
Ils sont rejoints par Guillaume II le 12 mars ; l'empereur s'installe à la villa Neubois, le château de la Fraineuse étant utilisé comme résidence officielle.
Rapidement, Spa et sa région rassemblent les services de l'état-major de l'ensemble des armées du Reich en campagne. La section des opérations commence ses préparatifs en vue de son installation au Grand Hôtel Britannique le 8 février. Les autres services sont dispersés dans la région : ainsi, le commandement des forces aériennes est installé à Verviers, tandis que la ville d'Avesnes fait office de poste de commandement avancé. Enfin, le musée des beaux-arts de Valenciennes est régulièrement utilisé pour la formation des officiers,.

## Participants

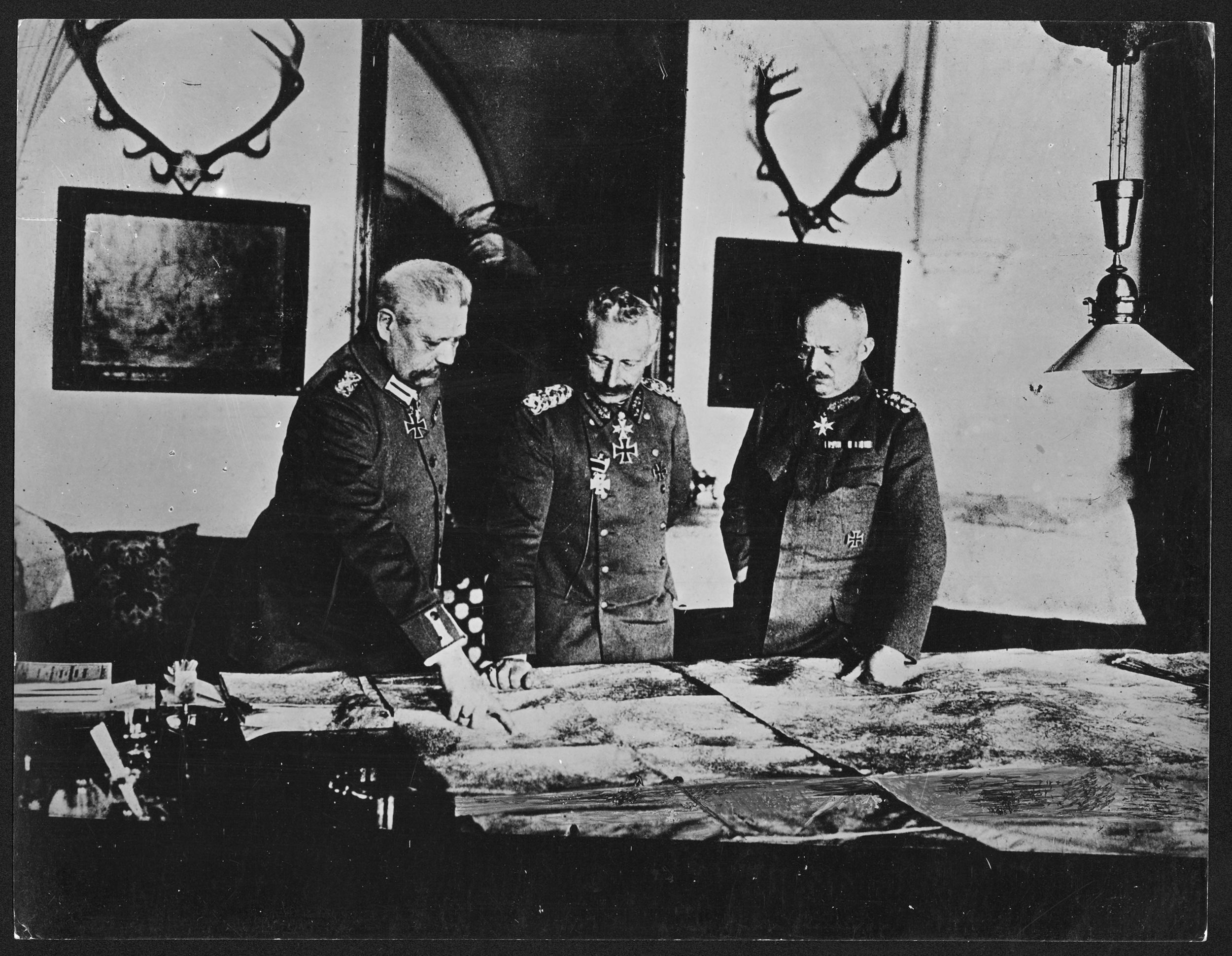
De gauche à droite, Paul von Hindenburg, Guillaume II et Erich Ludendorff à Spa en 1918.

Lors des quatre conférences principales de 1918, des responsables civils et militaires allemands et austro-hongrois participent aux pourparlers, chacune des parties en présence tente de faire valoir ses points de vue lors d'échanges parfois tendus.

### Présidence des empereurs
Les quatre conférences sont présidées par Guillaume II, l'empereur allemand. Lors des rencontres germano-austro-hongroises du 12 mai 1918 et des 14 et 15 août 1918, le Hohenzollern partage la présidence avec Charles Ier, empereur d'Autriche et roi de Hongrie. Cette coprésidence permet au Habsbourg de sauvegarder les apparences d'une alliance entre des partenaires placés sur un pied d'égalité, en maintenant, au mépris de la réalité du rapport de forces, la fiction d'une Autriche-Hongrie encore en mesure de peser sur la politique générale de la Quadruplice à ce stade du conflit,.
Officiellement co-présidées par les deux empereurs, les conférences de mai et d'août permettent cependant au Hohenzollern de manifester la prédominance du Reich dans l'alliance le liant à la double monarchie. Lors de la conférence germano-austro-hongroise des 14 et 15 août, Guillaume II se présente à Charles Ier en uniforme austro-hongrois, tandis que Charles a revêtu un uniforme allemand. Les monarques fixent lors de ces rencontres les lignes directrices des relations entre les deux empires, établissent les termes généraux des accords de principe entre les deux monarchies, que leurs conseillers doivent préciser lors de négociations ultérieures,,.

### Civils

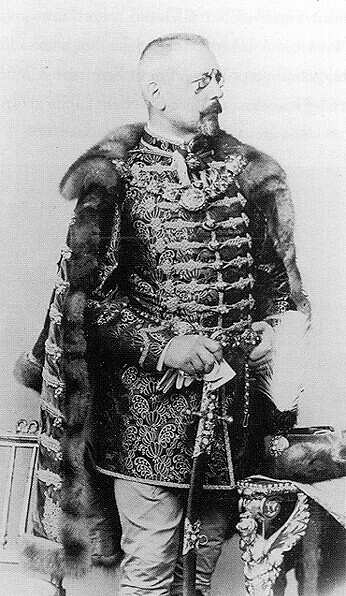
Stephan Burián von Rajecz, ministre austro-hongrois des Affaires étrangères, ici en uniforme de hussard hongrois, seconde l'empereur Charles Ier dans la défense des intérêts de la double monarchie face aux revendications allemandes

Le gouvernement du Reich est représenté par le chancelier du Reich, Georg von Hertling, en fonction du 1er novembre 1917 au 30 septembre 1918. Il est assisté du secrétaire d'État aux Affaires étrangères : se succèdent à ce poste Richard von Kühlmann, en fonction du 6 août 1917 au 8 juillet 1918, puis Paul von Hintze, entre le 9 juillet 1918 et le 3 octobre 1918. Sont également ponctuellement présents des ministres prussiens et des proches conseillers du chancelier et du secrétaire d'État,.
Stephan Burián von Rajecz, ministre austro-hongrois des Affaires étrangères en fonction du 16 avril au 24 octobre 1918, assiste l'empereur-roi Charles Ier lors des rencontres germano-austro-hongroises du 12 mai et du 14 août 1918,.

### Militaires
Les responsables civils des deux empires ne sont pas les seuls convoqués à ces conférences. En effet, à partir de la fin de l'année 1916, les Dioscures, exerçant dans les faits une « dictature » sur le Reich, assistent à l'ensemble des rencontres gouvernementales organisées par le chancelier à la demande de l'empereur. Ainsi, Paul von Hindenburg et Erich Ludendorff sont-ils présents aux quatre rencontres ; les deux stratèges allemands sont parfois assistés de leurs principaux collaborateurs, Paul von Bartenwerffer, Erich von Oldershausen et Detlof von Winterfeldt,.
Le chef d'état-major austro-hongrois Arthur Arz von Straußenburg accompagne son empereur le 14 août 1918, lors de la seule des quatre conférences à laquelle assiste un militaire austro-hongrois de haut rang.

## Plusieurs conférences étalées sur cinq mois
Plusieurs conférences sont organisées à Spa par le gouvernement allemand ; l'historiographie en retient quatre principales, convoquées entre mai et septembre 1918 : en mai, en juillet, en août et en septembre 1918. Lors de deux d'entre elles, seuls des représentants des gouvernements impériaux et prussiens sont conviés ; aux deux autres, se joignent l'empereur-roi Charles Ier secondé par son ministre des Affaires étrangères, Stephan Burián von Rajecz.

### Quatre conférences

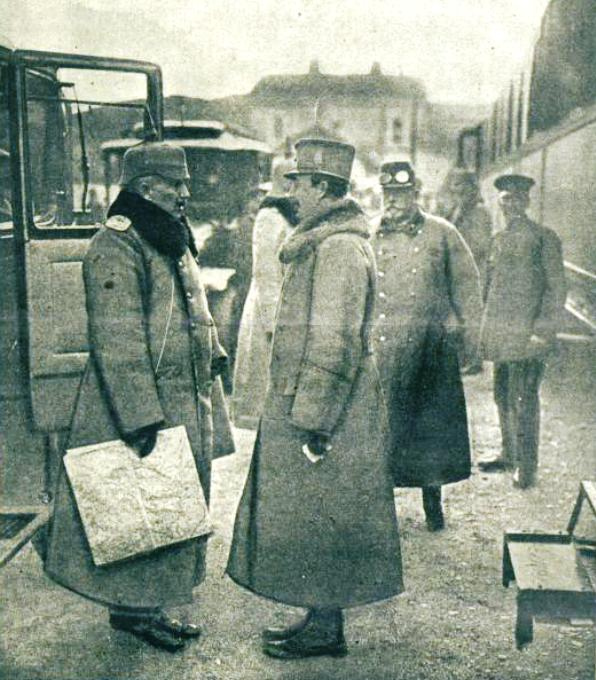
Rencontre entre Guillaume II et Charles Ier en 1918.

Les quatre conférences entre le 12 mai et le 29 septembre 1918 peuvent être classées en deux groupes : les conférences gouvernementales impériales allemandes, réunissant les responsables politiques et militaires du Reich, et les deux dernières rencontres officielles de l'empereur Guillaume et de l'empereur-roi Charles Ier, théoriquement sur un pied d'égalité.
Ainsi, les conférences des 2 et 3 juillet et du 29 septembre 1918, ainsi que le 13 août, première journée de la conférence du mois d'août, s'apparentent à des conseils de la couronne impériale allemande, auxquels participent les Dioscures, principaux animateurs de l’Oberste Heeresleitung.
À ces conférences gouvernementales allemandes s'ajoutent les deux rencontres germano-austro-hongroises du 12 mai et des 14 août et 15 août 1918.
Relativement peu espacées dans le temps les unes par rapport aux autres, elles se déroulent cependant dans des contextes politiques et militaires tout à fait différents : la conférence de mai s'est soldée par la mise sous tutelle de la double monarchie. La réunion du mois de juillet se tient alors que le Reich espère encore imposer ses conditions de paix aux Alliés : en effet, une dernière offensive est planifiée pour être lancée en Champagne le 15 juillet 1918. La conférence d'août se tient alors que les armées allemandes et austro-hongroises ont épuisé les moyens de leur empire respectif, en hommes et en matériel, et se montrent incapables d'affronter les percées alliées, présentes ou à venir. La conférence de septembre se tient dans le contexte de l'armistice bulgare et d'offensives alliées victorieuses sur l'ensemble des fronts tenus par le Reich, la double monarchie et l'Empire ottoman : tandis que les troupes alliées exploitent leurs victoires en Macédoine, les troupes alliées déployées sur le front de l'Ouest repoussent les unités allemandes épuisées vers les frontières du Reich,,.

### Une minutieuse préparation
Chacune des conférences fait l'objet d'une minutieuse préparation des responsables allemands, civils et militaires, qui y sont convoqués. Ces échanges préparatoires sont de diverse nature, selon que la conférence accueille des responsables austro-hongrois ou non.
Lorsque le quartier général allemand doit accueillir l'empereur Charles et son ministre des Affaires étrangères, les responsables du Reich se rencontrent au préalable à de nombreuses reprises. Ainsi, la préparation allemande de la conférence du 12 mai, devant se conclure par la vassalisation de la double monarchie au profit du Reich, occasionne la tenue de multiples moments de négociations entre les membres des gouvernements allemand et prussiens d'une part, Hindenburg et Ludendorff de l'autre, dans les jours précédents à Berlin, au siège de la chancellerie du Reich ou au siège du ministère allemand des Affaires étrangères.
Lorsque la conférence ne regroupe que des responsables allemands, politiques, économiques et militaires, la préparation ne regroupe que les responsables militaires et politiques du Reich : le chancelier, le secrétaire d'État (ou son suppléant), le ministre allemand de la Guerre et les Dioscures. Ainsi, la conférence des 2 et 3 juillet, destinée à évincer définitivement le secrétaire d'État Richard von Kühlmann, est planifiée la veille lors d'une rencontre entre le chancelier du Reich, le ministre de la Guerre et les Dioscures, qui font alors savoir au chancelier, Georg von Hertling, leur refus de prendre en compte les avis du secrétaire d'État promis dès lors à se voir évincé.

## Axes principaux

### Affirmation constante des buts de guerre allemands
Chaque conférence, unilatérale ou bilatérale, constitue l'occasion de formuler les buts de guerre allemands dans l'hypothèse d'une victoire : le contrôle de la Belgique, de la Pologne, la vassalisation de la double monarchie et la constitution d'un vaste ensemble économique européen sous le contrôle politique et économique du Reich.
La réalisation des buts de guerre constitue une pierre angulaire de la politique étrangère allemande jusque dans les dernières semaines du conflit. En effet, les quatre principales conférences confirment la politique impérialiste et expansionniste du Reich, et parfois de ses alliés. Les partisans de la recherche d'un compromis, non seulement avec les Alliés, mais aussi avec les membres de la Quadruplice, sont en effet systématiquement écartés par Paul von Hindenburg et son collègue Erich Ludendorff, qui exercent alors une dictature militaire dans le Reich : le 12 mai, Guillaume II et les Dioscures font parcourir à Charles Ier un véritable « chemin de Canossa » ; le 3 juillet 1918, les Dioscures obtiennent la démission de Richard von Kühlmann, qui venait de prendre officiellement position en faveur d'une paix de compromis avec les Alliés, et son remplacement par Paul von Hintze, chef de file des pangermanistes. Plus tard, le 29 septembre 1918, dans un contexte marqué par la défection bulgare et la rapide reconquête de la Serbie par les Alliés, les responsables politiques et militaires du Reich, alors défait militairement et étranglé économiquement par le blocus allié, sont convaincus de la nécessité de l'ouverture de négociations avec les Alliés en vue de mettre un terme aux hostilités. Ces mêmes responsables continuent cependant à défendre le maintien des dispositions obtenues lors des négociations des paix de victoire signées par les membres de la Quadruplice avec la Russie, l'Ukraine et la Roumanie,,.
De plus, il apparaît aux responsables allemands que la guerre doit permettre l'intégration du Reich et de la double monarchie dans un vaste ensemble politique et économique constitué à l'échelle du continent européen. Ainsi, à partir du milieu de l'année 1916, les responsables politiques allemands aspirent à mener à son terme le processus d'alignement politique de la double monarchie sur le Reich, parachevant ainsi l'édifice visant à contrôler strictement la double monarchie, la ravalant au rang d'une « autre Bavière ». En dépit de l'opposition farouche de l'empereur-roi Charles, le processus de stricte mise sous tutelle de la double monarchie arrive à son terme : en effet, la conférence du mois de mai, réunie à la faveur de la révélation de l'affaire Sixte sanctionne l'adoption de cette mise sous tutelle politique, militaire et économique,,,.
Cependant, en dépit de ce consensus sur les objectifs poursuivis durant le conflit, l'exposition de ces buts de guerre permet aussi à chaque membre du gouvernement allemand de défendre des positions parfois divergentes avec celles d'autres instances impériales allemandes : la satellisation de certains territoires apparaît satisfaisante pour les uns, essentiellement les militaires, tandis que les représentants du ministère allemand des Affaires étrangères se montrent partisans de l'usage privilégié de l'arme commerciale comme moyen de contrôle des territoires ainsi arrimés au Reich.

### Face à une situation préoccupante

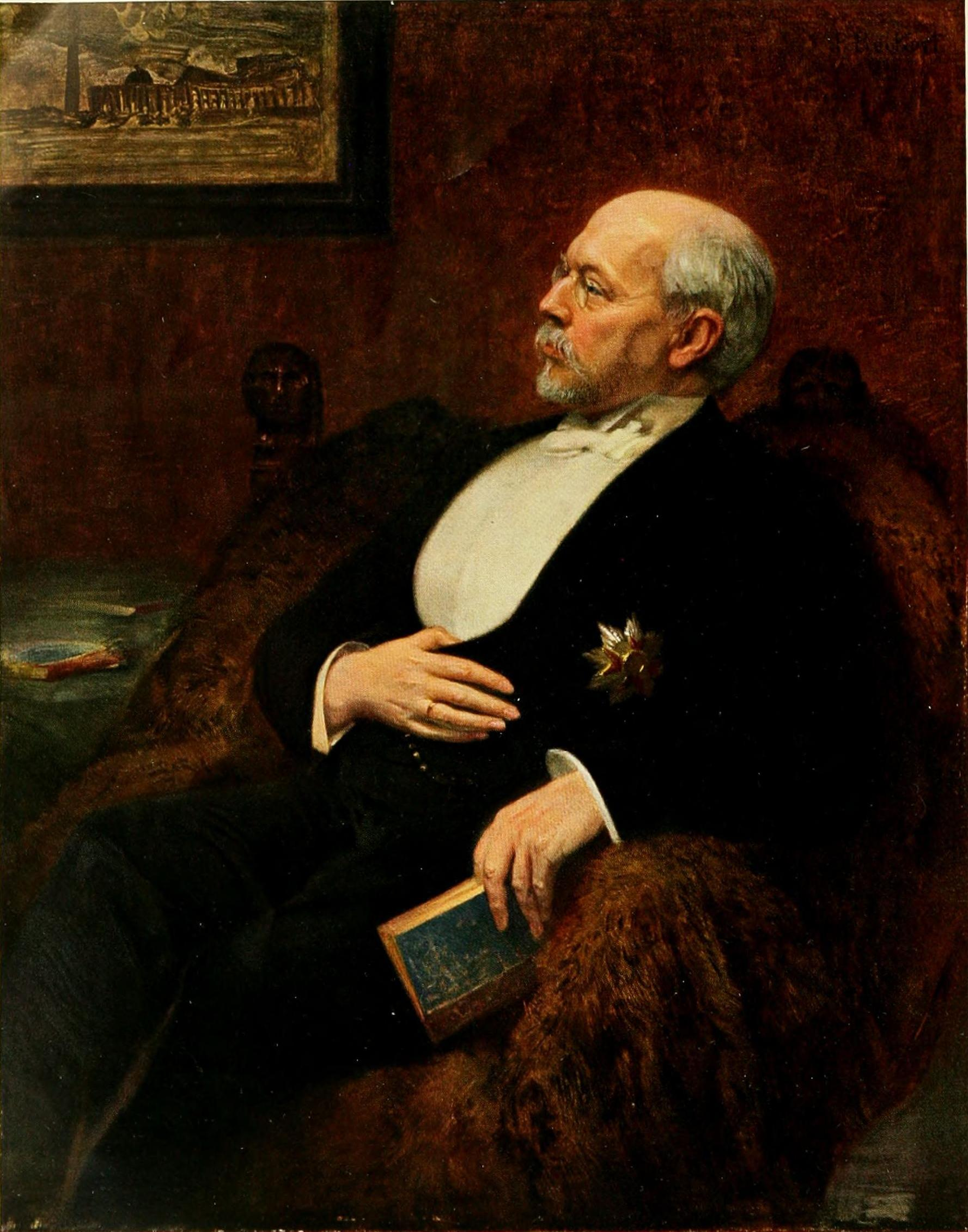
Georg von Hertling, ici sur un portrait peint en 1908, assiste, en tant que chancelier impérial, aux quatre conférences de Spa.

Les conférences fournissent également la possibilité aux membres du gouvernement civil d'exposer aux militaires la dégradation de la situation intérieure, celle du Reich comme celle de la double monarchie, tout comme elle permet aux militaires d'exposer aux civils certains aspects de l'épuisement militaire du Reich,.
Ainsi, lors du conseil de la couronne allemande réuni le 14 août, le chancelier Georg von Hertling présente longuement la situation intérieure du Reich, alors engagé depuis l'été 1914 dans le conflit mondial. Il insiste notamment sur le brigandage qui sévit dans les campagnes, les bandes de pillards s'emparant des récoltes de paysans impuissants ; la situation frumentaire génère de plus une forte inflation tandis que les Allemands ne peuvent plus acheter quoi que ce soit, en raison des pénuries. De plus, la crise morale que connaît le front atteint rapidement le pays, notamment par le biais des lettres des soldats à leur famille, les informant de la réalité de la situation militaire et de l'absurdité des ordres donnés par le commandement. La diffusion de la propagande alliée dans le Reich, facilitée par les échanges épistolaires entre le front et l'arrière, contribue aussi à démoraliser les unités allemandes. Enfin, durant le mois de septembre 1918, Erich Ludendorff, le principal animateur de l'état-major général allemand, est atteint par les échecs diplomatiques essuyés lors des multiples tentatives d'ouvrir les négociations avec les Alliés : selon le neurologue qui l'examine à la demande de ses collaborateurs, mais à son insu, dans le courant du mois de septembre 1918, il souffre d'une grave dépression,,,.
La double monarchie connaît elle aussi une situation intérieure préoccupante au début de l'année 1918. En effet, les populations civiles subissent une disette rigoureuse, en dépit du rationnement mis en place dès la perte de la Galicie à la fin de l'été 1914. Ce rationnement contribue à tendre les relations entre l'Autriche et la Hongrie, en dépit du renouvellement de l'Ausgleich l'année précédente,.

### Recherche d'une paix honorable
Toujours accompagnés de l'empereur Guillaume, les négociateurs mandatés par le Reich, principal animateur de la Quadruplice, fixent, parfois en accord avec leurs homologues de la double monarchie placée sous un strict contrôle politique et militaire, les conditions auxquelles ils s'affirment prêts à sortir du conflit.
À partir du succès allié du 8 août 1918, les conférences ont également pour objectif de définir une ligne politique claire non seulement parmi les responsables du Reich, mais aussi avec les dirigeants de la double monarchie. Rejetant toute idée de négociation avec les Alliés jusqu'au mois d'août 1918, le gouvernement allemand envisage alors l'ouverture de négociations en vue de conclure une paix de compromis ; mal renseigné par Erich Ludendorff, le gouvernement du Reich s'accorde le 13 août sur les concessions qu'il est prêt à accorder à ses interlocuteurs du camp adverse : la seule évacuation du bassin sidérurgique de Longwy-Briey est alors simplement envisagée par le gouvernement allemand, les autres territoires occupés par le Reich et ses alliés ne sont alors pas évoqués.
Les deux dernières conférences, celle des 13, 14 et 15 août et celle du 29 septembre, sont marquées par la rébellion des membres du gouvernement civil face aux Dioscures Hindenburg et Ludendorff, les militaires négligeant ostensiblement la gravité de la situation intérieure dans le Reich ; le chancelier Georg von Hertling, soutenu par ses ministres, multiplie les initiatives en direction du commandement de l'armée pour imposer une sortie du conflit, sans succès. Parallèlement à ces échanges internes, les dirigeants allemands doivent prendre en compte la volonté de plus en plus insistante de leurs homologues austro-hongrois de se retirer le plus rapidement possible du conflit et à n'importe quel prix,.
Seule la dégradation continue de la situation militaire à partir du 8 août 1918 pousse les responsables militaires de l'OHL à demander l'ouverture de négociations d'armistice. Ainsi, à partir du milieu du mois d'août, Les soldats allemands refusent de monter en ligne, les pertes sont comblées avec d'anciens prisonniers rentrés de Russie, des sursitaires, des ouvriers frappés de mesures disciplinaires, autant de soldats peu motivés ; dans ce contexte, les désertions, les cas d'absences injustifiées et d'insurbonisation se multiplient. Dans le même temps, les responsables militaires allemands connaissent un abattement moral, mais, en menant une retraite ordonnée permettant l'installation des unités sur de solides positions défensives, ils espèrent encore parvenir à imposer aux Alliés l'ouverture de négociations en vue d'une paix blanche en Europe occidentale, garantissant les positions conquises durant le conflit, dans les Balkans et en Russie. Enfin, lors de la dernière conférence, celle du 29 septembre, les espoirs de Paul von Hintze et des membres du cabinet von Hertling sont balayés par les aveux d'Erich Ludendorff : celui-ci leur annonce abruptement que l'armée impériale n'est plus en mesure de contenir de façon durable et efficace les multiples offensives alliées et de maîtriser la situation intérieure, caractérisée par les premières incursions alliées dans le Reich. Les militaires obtiennent la démission du chancelier Hertling, hostile à toute négociation avec les Alliés et à toute réforme intérieure avant la fin du conflit, ainsi que la nomination de Max de Bade au poste de chancelier du Reich. Celui-ci se voit chargé à la fois de l'ouverture de négociations en vue de l'armistice et de la mise en œuvre de réformes politiques, destinées à transformer le Reich bismarckien, autoritaire, en monarchie parlementaire,,,,.